# Maestro di Tavarnelle
Maestro di Tavarnelle (fl. XVI secolo) è stato un pittore italiano.

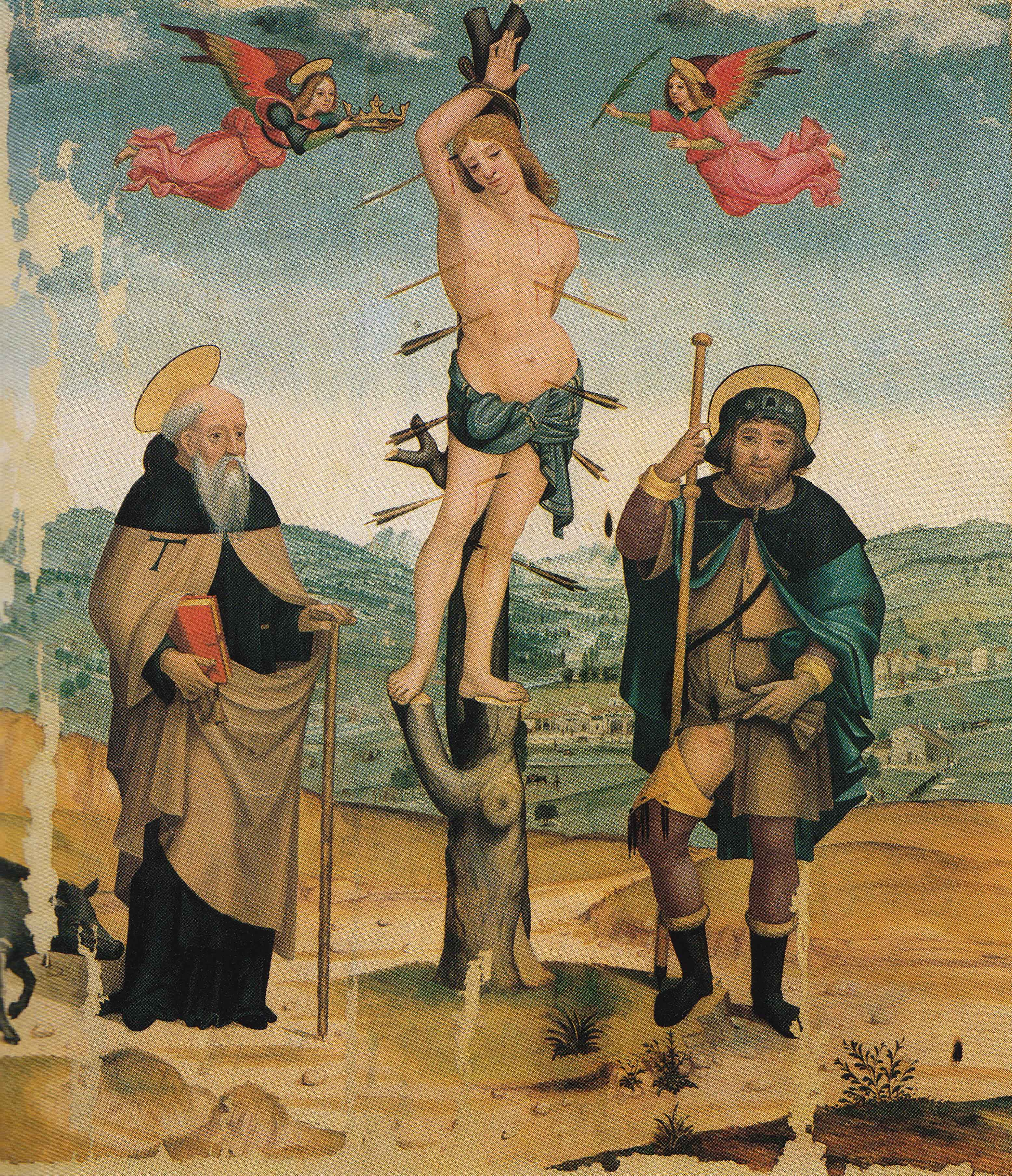
Sant'Antonio Abate,San Sebastiano e San Rocco con due angeli - Museo di San Casciano

Si tratta di un anonimo pittore di stile ghirlandaiesco che prende il suo nome convenzionale dal dipinto raffigurante la Sacra Conversazione esposto nel Museo di Arte Sacra a Tavarnelle Val di Pesa. Alcuni critici lo ritengono un allievo e collaboratore di Filippino Lippi: se ciò fosse vero potrebbe essere Niccolò Cartoni che viene citato in documenti come assistente di Filippino alla fine del secolo XV.
Tra le opere che la critica attribuisce al pittore vi sono dipinti prevalentemente di soggetto sacro e mitologico, oggi esposti in vari musei e collezioni private d'Europa e d'America, quali Santi Antonio Abate, Sebastiano e Rocco del Museo di San Casciano o i Cassoni della collezione Campana.
Secondo Federico Zeri, che riferiva a questo maestro solo una parte del corpus a lui assegnato da altri critici, il Maestro di Tavarnelle potrebbe essere un pittore di origine francese, e propose il nome del  Maestro dei Cassoni Campana.